# Новицкий, Владимир Станиславович
Владимир Станиславович Новицкий (укр. Володимир Станіславович Новицький, род. 9 сентября 1947 года, село Рисовата, Хмельницкая область) — украинский политик, государственный деятель.

## Образование
В 1970 году окончил Днепропетровский химико-технологический институт (по специальности — инженер химик-технолог). Доктор технических наук (1990), профессор (2002).
Автор (соавтор) более 150 научно-технических публикаций.

## Карьера
С 1972 по 1991 гг. В.Новицкий проработал в Государственном научно-исследовательском и проектом институте метанола и продуктов органического синтеза в Северодонецке на Луганщине. Был младшим научным сотрудником, начальником лаборатории. В 1984-м стал руководителем НИИ.
1991—1992 гг. — зампредседателя Госкомитета Украины по химической, нефтехимической промышленности и производству медицинских препаратов.
1992—1995 гг. — заместитель, первый зам Министра промышленности Украины.
1995—1999 гг. — заместитель председателя коллегии Межгосударственного экономического комитета Экономического союза СНГ (Москва).
1999—2000 гг. — председатель Государственного инновационного фонда Украины.
2000—2001 гг. — глава Государственного комитета промышленной политики Украины.
2002—2003 гг. — советник Президента Украины Леонида Кучмы.
2003—2005 гг. — заместитель Министра промполитики Украины.
2005—2006 гг. — генеральный директор Международного центра финансово-экономического развития.
В августе 2006 года В.Новицкий снова занял пост заместителя Министра промполитики. Курировал химическую промышленность.
18 декабря 2007-го, вскоре после формирования парламентской коалиции между БЮТ и блоком «Наша Украина — Народная самооборона», назначен на должность Министра промышленной политики в правительстве Юлии Тимошенко. Потерял пост в связи с отставкой Кабмина после победы на президентских выборах Виктора Януковича.

## Награды и звания
Государственный служащий 1-го ранга (апрель 1994). Лауреат Премии Совета Министров СССР (1983), Государственной премии Украины в области науки и техники (2002). Заслуженный работник промышленности Украины (июль 1996).